# Aeródromo Unifrutti
El Aeródromo Unifrutti (OACI: SCUN) es un terminal aéreo ubicado cerca de Teno, en la Provincia de Curicó, Región del Maule, Chile. Es de propiedad pública.